# Abass Baraou
Abass Baraou est un boxeur allemand né le 28 octobre 1994.

## Carrière
Sa carrière amateur est principalement marquée par une médaille de bronze remportée aux championnats du monde de 2017 dans la catégorie des poids welters.

## Palmarès

### Championnats du monde
- Médaille de bronze en -69 kg en 2017 à Hambourg, Allemagne

### Championnats d'Europe
- Médaille d'or en -69 kg en 2017 à Kharkiv, Ukraine